# مهرجان الموسيقى والغناء الصوفي
مهرجان الموسيقى والغناء الصوفي مهرجان أردني دولي تراثي، يختص بالغناء والموسيقى الصوفية، حيث تشارك فيه فرق أردنية وعربية وإسلامية وغربية . تم افتتاح الدورة الأولى منه في عام 2008 في عمّان، في المركز الثقافي الملكي. وهو بتنظيم من المنتدى الأردني للموسيقا بالتعاون مع وزارة الثقافة الأردنية و أمانة عمان الكبرى.